# Gerichtsbezirk Steinach
Der Gerichtsbezirk Steinach war ein dem Bezirksgericht Steinach unterstehender Gerichtsbezirk im politischen Bezirk Innsbruck-Land (Bundesland Tirol). Der Gerichtsbezirk wurde per 1. Juli 1977 aufgelassen und das zugehörige Gebiet dem Gerichtsbezirk Innsbruck zugeschlagen.

## Geschichte
Der Gerichtsbezirk Steinach wurde durch eine Kundmachung der Landes-Gerichts-Einführungs-Kommission aus dem Jahr 1849 geschaffen und umfasste ursprünglich die elf Gemeinden Gries, Gschnitz, Matrei, Mühlbachl, Navis, Obernberg, Pfonds, Schmirn, Steinach, Trins und Vals.
Der Gerichtsbezirk Steinach bildete im Zuge der Trennung der politischen von der judikativen Verwaltung ab 1868 gemeinsam mit den Gerichtsbezirken Innsbruck, Hall, Mieders und Telfs den Bezirk Innsbruck-Land.

## Gerichtssprengel
Der Gerichtssprengel umfasst vor der Auflösung des Gerichtsbezirkes die Gemeinden Gries am Brenner, Gschnitz, Matrei, Mühlbachl, Navis, Obernberg, Pfons, Schmirn, Steinach, Trins und Vals.